# 6456 Golombek
6456 Golombek eller 1992 OM är en asteroid i huvudbältet som upptäcktes den 27 juli 1992 av de båda amerikanska astronomerna Eleanor F. Helin och K. J. Lawrence vid Palomarobservatoriet. Den är uppkallad efter amerikanen Matthew P. Golombek.
Den tillhör asteroidgruppen Amor.